# Ratko Đurković
Ratko Đurković [dʑ⁠u⁠r⁠⁠k⁠⁠ɔ⁠ʋ⁠itɕ] (serbisch-kyrillisch Ратко Дурковић; * 9. Februar 1975 in Cetinje, SR Montenegro, SFR Jugoslawien) ist ein montenegrinischer Handballtrainer. Als Handballspieler wurde der 1,90 m große Đurković als Kreisläufer eingesetzt.

## Spielerlaufbahn

### Verein
Ratko Đurković begann beim RK Lovćen Cetinje in seiner Heimatstadt mit dem Handballspiel. Dort debütierte er auch in der ersten Liga der Bundesrepublik Jugoslawien. Nach Stationen bei Metaloplastika Šabac und dem RK Sintelon kehrte er im Jahr 1999 zurück. Đurković erlebte den nationalen Durchbruch seines Vereins: 2000 und 2001 gewann er die nationale Meisterschaft, 2001 den nationalen Pokal. Mit diesen Empfehlungen wechselte er 2001 zum Hauptstadtclub RK Partizan Belgrad, wo er 2003 erneut die Meisterschaft gewann. Danach zog er weiter zu Bidasoa Irún in die spanische Liga Asobal. Dort spielte er allerdings nur ein Jahr lang, 2004 ging er zum ungarischen Spitzenclub Pick Szeged. Dort gewann er 2006 den ungarischen Pokal und 2007 die ungarische Meisterschaft. Mit dem RK Bosna Sarajevo gewann er 2009 in Bosnien und Herzegowina das Double. Zum Ende seiner Karriere lief er erneut für RK Lovćen Cetinje auf und gewann 2010 den montenegrinischen Pokal.

### Nationalmannschaft
Ratko Đurković bestritt 125 Länderspiele für die Nationalmannschaft der Bundesrepublik Jugoslawien bzw. für Serbien und Montenegro. Bei den Olympischen Spielen 2000 unterlag er mit dem Team im Spiel um Platz 3 gegen Spanien. Mit der Auswahl gewann er bei der Weltmeisterschaft 2001 Bronze. Bei den Mittelmeerspielen 2001 belegte man Platz 5. Bei der Europameisterschaft 2002 wurde man Zehnter, bei der Weltmeisterschaft 2003 Achter.
Mit Serbien und Montenegro erreichte er bei den Europameisterschaften 2004 und 2006 den achten bzw. neunten Rang sowie bei der Weltmeisterschaft 2005 den fünften Platz.
2006 nun nahm Đurković die montenegrinische Staatsbürgerschaft an und spielte für die neu gegründete montenegrinische Männer-Handballnationalmannschaft. Mit dieser nahm er auch an der Europameisterschaft 2008 in Norwegen teil und kam auf den 12. Platz. Bis Februar 2008 bestritt er für Montenegro 31 Länderspiele, in denen er 35 Tore erzielte.

## Trainerlaufbahn
Als Trainer betreute Đurković seinen Heimatverein Lovćen Cetinje, RK Pelister Bitola in Nordmazedonien, Komlói BSK und Orosházi FKSE in Ungarn, RK Borac Banja Luka in Bosnien und Herzegowina, Al-Qurain in Kuwait und zuletzt RK Roter Stern Belgrad. Mit Banja Luka wurde er 2017 Meister. Im Sommer 2024 übernahm er den slowakischen Verein HT Tatran Prešov, mit dem er 2025 die Meisterschaft gewann.